# Moncef Djebali
Moncef Djebali, né le 23 février 1957 à Medjez el-Bab et mort le 7 novembre 2009 au Touquet, est un footballeur franco-tunisien évoluant au poste d'attaquant.

## Biographie
Il commence sa carrière au RC Lens sous contrat stagiaire. En 1978, il est finaliste du Tournoi de Toulon et signe son premier contrat professionnel pendant l'été. En 1980, il est prêté pour une saison à l'Olympique de Marseille.
En 1981-1982, pour sa seule saison à Laval, il participe à l'une des plus belles saisons de l'histoire du club, cinquième de Division 1 et vainqueur de la Coupe d'été. Il poursuit sa carrière au niveau amateur.
Il meurt d'une crise cardiaque en 2009, à l'âge de 52 ans.

## Palmarès
- Vice-champion de France D2 1979 avec le Racing Club de Lens
- Vainqueur de la Coupe d'été en 1982 avec le Stade lavallois

## Statistiques
- 44 matchs et 2 buts en Division 1
- 4 matchs et 3 buts en Coupe UEFA